# Bataille de Kaïga
Insurrection de Boko Haram
Batailles
La bataille de Kaïga a lieu au Tchad le 5 mai 2017 lors de l'insurrection de Boko Haram.

## Prélude
Une première attaque est menée par Boko Haram dans la nuit du 24 au 25 septembre 2016 près de Kaïga, à Djoroye, où les djihadistes laissent au moins sept morts contre quatre tués et six blessés du côté des militaires tchadiens,,.

## Déroulement
Le 5 mai, les djihadistes de l'État islamique en Afrique de l'Ouest lancent une nouvelle attaque contre Kaïga, sur l'île de Kindjiri, dans la région du lac Tchad, près de la frontière avec le Niger,. L'assaut, lancé très tôt dans la matinée, est repoussé par les troupes tchadiennes mais le combat est le plus meurtrier dans la région depuis des mois,,.

## Les pertes
Quelques heures après l'attaque, des sources sécuritaires anonymes de l'AFP font état de neuf morts et 20 blessés du côté des militaires contre une quarantaine de morts chez les djihadistes. Ce bilan est officiellement confirmé le 6 mai par l'armée tchadienne qui annonce la mort de 38 combattants de Boko Haram, ainsi que neuf morts et 20 blessés dans ses rangs.